# オルダス・ハクスリー
オルダス・レナード・ハクスリー（Aldous Leonard Huxley [ˈɔːldəs ˈhʌksli], 1894年7月26日 - 1963年11月22日）は、イギリスの著作家。後にアメリカ合衆国に移住した。ヨーロッパにおいて著名な科学者を多数輩出したハクスリー家の一員。小説・エッセイ・詩・旅行記など多数発表したが、小説によってその名を広く知られている。
姓の表記には、ハックスリー、ハックスリイ、ハックスレー、ハックスレイ、ハックスリなどがある。

## 経歴

### 生い立ち
サリーのゴダルミングにおいて、作家のレナード・ハクスリーとその最初の妻ジュリア・アーノルドの間に生まれる。
1908年、14歳の時に医者を志望しイートン校に入学したが、間もなく母親のジュリアが45歳で死去し、妹のロバータもその同じ月に別の事故で死去した。1911年には角膜炎を患い失明状態となり退学した。後に拡大鏡を使えば文字が読める程度には回復し、1913年にオックスフォード大学のベイリオル・カレッジに入学し、英文学と言語学を学んだ。翌1914年に第一次世界大戦が勃発するが、オルダスはその視力が原因で兵役を免れることが出来た。しかし同時期に失明中の彼の面倒を見てくれていた次兄のノエル・トレヴェリアン・ハクスリーが自殺している。1916年にオックスフォード大学を優等で卒業し、1917年にイートン校の教師となりフランス語を教えるが、1年で退職している。

### 文芸作家として
大学卒業後の20代で作家としてデビューした。主知主義の旗手とみられたという。1919年にベルギー人のマリア・ニス（ネイス、Maria Nys）と結婚、翌1920年に息子マシューが誕生している。1926年に来日している。
1932年の『すばらしい新世界』では、胎児の頃から生化学的に管理され、洗脳的な教育によって欲求が満たされ管理されていることに疑問すら抱かない市民が生きる管理社会であるディストピアを風刺した。
1937年に、眼の疾患の治療のためにアメリカ合衆国のカリフォルニア州に移住する。なお彼の著書 The Art of Seeing によると、彼の視力の回復には、ベイツ・メソッドの実践と、アレクサンダー・テクニークのレッスンを創始者フレデリック・マサイアス・アレクサンダーから受けたことが大いに役立ったそうである。
その後、神秘主義の傾向を強めていく。

### 神秘主義研究
ハクスリーはサイケデリック体験に関する初期の最も重要な理論家の一人であり、意識の拡張に関心をもっていた。ハクスリーは、ヒンドゥー教のグルであるヴィヴェーカーナンダが創設したラーマクリシュナ僧院の僧スワミ・プラバヴァナンダ（1893–1976）と交流があり、彼を通じて、ヴィヴェーカーナンダがアメリカで教えていたヴェーダーンタ思想（不二一元論）と密接な関係があった。
1945年の著書『永遠の哲学』では古今東西の神秘主義者の思想を引用抜粋し、神的な実在を認識した人間の思想を研究した。片桐ユズル編著の『オルダス・ハクスリー』（人文書院）の年譜によれば、1942年にインド人スピリチュアル教師ジッドゥ・クリシュナムルティに会い、1950年には鈴木大拙に会っている。ハクスリーは、彼に最初のメスカリンを提供したハンフリー・オズモンド（サイケデリックという言葉を作った人物）宛ての1957年6月の手紙の中で、ニューヨークで「親愛なる鈴木老師」に会ったことを述べており、彼は鈴木の『Mysticism, Christian and Buddhist』（1957年）と『Essence of Buddhism』（1957年）を賞賛し、「心理学に関しては、これらの極東の仏教徒たちが西洋の誰よりも細やかであったことを思い知らされる」と述べている。クリシュナムルティとは長年家族ぐるみで親しく交流し、深い影響を受けた。この時期の著書からは宗教体験及び超常現象に対する関心が高まっていることが分かるものが多いという。
精神科医のハンフリー・オズモンドにハクスリー自らが幻覚剤のモルモットとなることを申し出て、1953年春に幻覚剤のメスカリンによる実験が開始された。この時の主観と客観が合一する経験を記述したのが著書『知覚の扉』である。そして、その翌年1954年に『知覚の扉』が出版された。『知覚の扉』は、学者としての冷静な観察眼と作家としての筆力を軸に、仏教や神学や西洋哲学にも言及しながら絵画芸術の比較研究を行っている。『知覚の扉』は、60年代の意識革命の発端として評価が高く、ハーバード大学の幻覚剤研究者であるティモシー・リアリーの理論の主柱となり、リアリーの後継的な存在であるテレンス・マッケナにも大きく影響を与えた。
ジョン・C・リリーもハクスリーの著作に強い影響を受けている。
なお、17世紀のフランスで起ったとされる悪魔憑き事件を題材にした著書『ルーダンの悪魔』はこの時期1942年頃に着想1952年に出版されていて、彼自身はこの事件を集団ヒステリーと政治的陰謀の結果として捉えているが、後の悪魔憑きを題材にした映画の多くはこの作品の影響を受けているとされる。
1955年、妻マリアが乳がんのために死去。1956年には、ハクスリーとの文通の際に、ハンフリー・オズモンドがサイケデリックという単語を作り出した。同年にイタリア系アメリカ人のローラ・アーチェラ（アルケーラ）と再婚。
晩年には、これまでの神秘主義的な哲学やそのさまざまな分野を縦断する博学を凝縮し、ユートピアを描いた小説『島』を書いた。自著の『島』にモクシャという解脱を誘発する物質が登場していたが、LSDの合成者である科学者のアルバート・ホフマンに『島』を贈呈するとき、「モクシャ剤の発見者ホフマン博士へ」というサインを添えた。

### 死とその後
1963年の終わりごろ、ハクスリーが危篤状態になったとリアリーに連絡をする。そして、リアリーはハクスリーに『チベットの死者の書-サイケデリック・バージョン』にもとづいてLSDのセッションをしてくれと頼まれたが、死の際にハクスリーの妻にそれをやるように頼んだ。
1963年11月22日11時45分に、ハクスリーはその死の床で、話すことが出来なかったため妻ローラに対して「LSD, 100 μg, i.m」（LSDを100マイクログラム筋肉注射して欲しい）と書いて渡した。彼女はそれに応えた。30分ほどたって彼女は効いてきたかと尋ねたが、ハクスリーはどんな薬品でも本当に強い効果が現れるまでは「効いていない」と答える性分だったため、ノーと答えた。その後2時間前の注射時と比べて多少の変化はあったが、ローラは2度目のLSD注投与を決意する。この2度目はあくまでも妻ローラの意思であって、ハクスリー本人に伝えると渋々了承したようである。その後、ハクスリーの足は次第に冷たくなり鬱血したような紫色に変化してきていた。最後の数週間、ハクスリーと妻ローラは寝る前の時間に「光り」や「解放」の話をよくしていたこともあり、妻ローラは旅立たんとするハクスリーに「あなたは真っすぐ前にそして高みに向かっている。光に向かって自分の意志で。美しく喜びに満ちて光りへと向かって進んでいる。今まで感じたこともないような大いなる愛へと向かって。」というようなことを最後の3時間から4時間のあいだ語りかけ続けた。看護師や医者や友人は病室内にいたが、ハクスリーのベッドからは離れていた。そして妻ローラが「私の声が聞こえる？」と問いかけると、ハクスリーはローラの手を握り返した。呼吸は次第にゆっくりになり、遂に17時20分に平穏に旅立った。同日に発生したケネディ大統領暗殺事件のため、ハクスリーの死は影が薄くなった。
イーゴリ・ストラヴィンスキーは親しい友人であったが、当時作曲中であった「管弦楽のための変奏曲」をハクスリーの追悼のために捧げ、1965年に初演している。

## 家族・親族
ハクスリー家はヨーロッパにおいて著名な科学者を多数輩出した一族で、祖父のトマス・ヘンリー・ハクスリーはダーウィンの進化論を支持した有名な生物学者、父のレナード・ハクスリーは文芸雑誌を担当する文人であった。長兄のジュリアン・ハクスリーもまた進化論で有名な生物学者で評論家、1946年から1948年までユネスコ事務局長を務めている。異母弟のアンドリュー・フィールディング・ハクスリーはノーベル生理学・医学賞受賞者。息子のマシュー・ハクスリーも疫学者・人類学者として知られている。

## 主な著作

### 小説
- 『クローム・イエロー』 - Crome Yellow 1921年
  - 「クローム・イエロー」森田草平訳 新潮社『世界文学全集 第2期6』1931年
- 『道化芝居（英語版）』 - Antic Hay 1923年[11]
  - 村岡達二訳 春陽堂（世界名作文庫27）1934年 のちゆまに書房（昭和初期世界名作翻訳全集 第2期83）2006年
- 『くだらない本』 - Those Barren Leaves 1925年
- 『恋愛対位法』 - Point Counter Point 1928年
  - 永松定訳 新潮社（新潮文庫）1953年
- 『すばらしい新世界』 - Brave New World 1932年
  - 『みごとな新世界』 渡辺二三郎訳 改造社 1933年
  - 『すばらしい新世界』 松村達雄訳 早川書房（世界SF全集10）1968年
  - 『すばらしい新世界』 高畠文夫訳 角川書店（角川文庫）1971年
  - 『すばらしい新世界』 黒原敏行訳 光文社（光文社古典新訳文庫）2013年
  - 『すばらしい新世界』 大森望訳 早川書房（ハヤカワepi文庫）2017年
- 『ガザに盲いて』 - Eyeless in Gaza 1936年
  - 本多顕彰訳 新潮社（現代世界文学全集19）1955年
- 『多くの夏を経て』 - After Many a Summer Dies the Swan 1939年
- 『時は停まるにちがいない』 - Time Must Have a Stop 1944年
- 『猿とエッセンス』 - Ape and Essence 1948年
  - 『猿と本質』 前田則三訳 早川書房 1951年
  - 『猿とエッセンス』 中西秀男訳 サンリオ（サンリオSF文庫）1979年
- 『ルーダンの悪魔』 - The Devils of Loudun 1952年[12]
  - 中山容、丸山美知代訳 人文書院 1989年
- 『天才と女神』 - The Genius and the Goddess 1955年
  - 中山容訳 野草社 1983年
- 『島』 - Island 1962年
  - 片桐ユズル訳 人文書院 1980年

### 短編集
- 『リンボー』 - Limbo 1920年
- Mortal Coils 1922年
- 『ジョコンダの微笑』 - Gioconda Smile 1922年[13]
  - 峯岸久訳 『黄金の十二』エラリイ・クイーン編 早川書房（ハヤカワ・ミステリ219）1949年 所収
  - 上田保訳 『ジョコンダの微笑 / 尼僧と昼食』英宝社（英米名作ライブラリー）1956年 所収
- 『リットルメキシカン』 - Little Mexican (Young Archimedes)　1924年
  - 「小アルキメデス」松村達雄、土井治訳 『三笠版現代世界文学全集14』三笠書房 1954年
  - 「リットルメキシカン」朱牟田夏雄訳 「神童」『世界の文学53 イギリス名作集 アメリカ名作集』 中央公論社 1966年 所収
- 『二・三のグレス』 - Two or Three Graces 1926年
  - 井伊順彦訳 「二、三のグレース」『二、三のグレース - オルダス・ハクスリー中・短篇集』 風濤社 2012年 所収
- Brief Candles 1930年
- Jacob's Hands; A Fable 1930年代後半
- Collected Short Stories 1944年

### 詩
- 『燃える車輪』 - The Burning Wheel 1916年
- Jonah 1917年
- 『青年の敗北』 - The Defeat of Youth 1918年
- Leda 1920年
- Arabia Infelix 1929年
- The Cicadias and Other Poems 1931年

### 旅行記
- 『路上にて』 - Along The Road 1925年
- 『ピラトはふざけて』 - Jesting Pilate 1926年
- 『メキシコ湾のかなた』 - Beyond the Mexique Bay 1934年

### エッセイ集
- 『オリーブの木』 - The Olive Tree and other essays 1936年
- 『平和主義者の道』 - What are You Going To Do About It? 1936年
  - 北川悌二訳 南雲堂（英和対訳学生文庫）1962年 のち1972年再版
- 『目的と手段』 - Ends and Means 1937年
- 『眼科への挑戦：視力は回復する』 - The Art of Seeing 1942年
- 『永遠の哲学 - 究極のリアリティ』 - The Perennial Philosophy 1945年[14]
  - 中村保男訳 平河出版社 1988年
- 『科学・自由・平和』 - Science, Liberty and Peace 1947年
- 『知覚の扉』 - The Doors of Perception 1954年[15]
  - 河村錠一郎訳 朝日出版社（エピステーメー叢書）1978年 のち平凡社（平凡社ライブラリー）1995年
- 『天国と地獄』 - Heaven and Hell 1956年
- 『アドニスとアルファベット』 - Adonis and the Alphabet（イギリス版） - Tomorrow and Tomorrow and Tomorrow（アメリカ版） 1956年
- 『すばらしい新世界再訪記』 - Brave New World Revisited 1958年
  - 『文明の危機  すばらしい新世界再訪記』 谷崎隆昭訳 雄渾社 1966年
  - 『素晴らしい新世界ふたたび』 高橋衞右訳 近代文芸社 2009年
- 『文学と科学』 - Literature and Science 1963年

### その他
- 『灰色の宰相』 - Grey Eminence 1941年

### 児童向け
- 『からすのカーさん へびたいじ』 - The Crows of Pearblossom 1967年
  - 神宮輝夫訳 バーバラ・クーニー（イラスト） 冨山房 1988年